# Mossul

Imagem de satélite de Mossul

Mossul  (em árabe: الموصل al-Mawsil) é a terceira maior cidade do Iraque, depois apenas de Bagdá e de Baçorá. Está localizada no norte do Iraque e é a capital da Província de Ninawa, a cerca de 400 km a noroeste de Bagdá. Essa cidade é a antiga Nínive citada na Bíblia. A cidade original fica na margem oeste do rio Tigre, oposta à antiga cidade assíria de Naīnuwa, na margem oriental, mas a área metropolitana já cresceu a ponto de abranger áreas significativas em ambas as margens, com cinco pontes ligando os dois lados. A maioria de sua população atualmente é árabe (com os assírios, armênios, turcomanos e as minorias curdas).
Mossul esteve sob o domínio grupo terrorista autointitulado Estado Islâmico (EI), que a ocupou em junho de 2014 e a declarou sua capital em solo iraquiano. Em meados de outubro de 2016, o governo iraquiano (apoiado pelos curdos e por uma coalizão internacional) lançou uma grande ofensiva militar para retomar o controle de Mossul e das regiões vizinhas. A cidade foi reconquistada pelas forças iraquianas em 10 de julho de 2017.

## Etimologia
O nome da cidade foi primeiramente mencionado por Xenofonte em 401 a.C. em seus registros expedicionários. Lá, observa uma pequena cidade chamada "Mépsila" (em grego antigo Μέψιλα)  às margens do Rio Tigre, perto de onde é, atualmente, a atual Mossul. Talvez seja mais seguro assimilar Mépsila de Xenofonte com o sítio de Iski Mossul (ou velha Mossul), 32 km ao norte da Mossul atual. Seja como for, o nome Mepsila é, sem dúvida, a raiz para o nome moderno.

## História
Localizada 465 km a noroeste de Bagdá, na margem ocidental do rio Tigre, de frente para os resquícios arqueológicos da antiga cidade assíria de Nínive, que remonta a 6000 a.C., Mossul por 2500 anos representou a identidade plural do Iraque, graças à coexistência, dentro das muralhas da Cidade Velha, de vários grupos étnicos, linguísticos e religiosos. 
Fundada no século VII a.C. como parte do Império Assírio, Mossul foi um importante centro comercial no período abássida, devido à sua posição estratégica, e alcançou o auge de sua influência no século XII, sob a dinastia de Zangid, cujo poder e cuja influência são hoje testemunhados por alguns prédios simbólicos, entre as quais a Grande Mesquita Al-Nouri e o famoso minarete inclinado de al-Hadba, com 44 metros de altura, chamado de "corcunda". Nesta época, em Mosul se estabeleceram as escolas de processamento de metais e pintura, que no século XIII deram lugar a uma florescente indústria artesanal, que continuaram por séculos. 
Durante os reinados das dinastias Mongol e Turca, bem como no primeiro período otomano, Mossul foi ulteriormente melhorada com a construção de numerosas mesquitas e madrassas, sobretudo em sua parte meridional. A "cidade dos profetas", assim chamada devido à presença dos túmulos de cinco profetas muçulmanos, também conhecidos como Um Al-Rabi'ain, “a mãe das duas primaveras”, manteve ao longo do tempo sua arquitetura medieval e seu núcleo original, com edifícios islâmicos, cristãos, otomanos e uma mistura extraordinária de etnias e religiões, até ser ocupada por três anos do autoproclamado Estado Islâmico, entre junho de 2014 e julho de 2017.